# Lucio Dalla
Lucio Dalla, né le 4 mars 1943 à Bologne et mort le 1er mars 2012 à Montreux (Suisse),, est un auteur-compositeur-interprète italien.

## Biographie

### Débuts
Originaires de Bologne, les parents de Lucio Dalla sont Giuseppe Dalla (1896-1950), directeur d'un club de ball-trap de la ville – il est cité dans la chanson Come è profondo il mare, « père, vous étiez un grand chasseur de cailles et faisans ... » – et Iole Melotti (1901-1976) – qui figure sur la pochette de l'album Cambio –, couturière à domicile, tandis que son oncle, Ariodante Dalla, était un chanteur populaire connu dans les années 1940 et 1950.
Lucio Dalla perd son père très jeune et est élevé par sa mère. Il commence à jouer de la clarinette dans le groupe Reno Jazz Gang à Bologne. En 1962, il rentre dans le groupe I Flipper avec lequel il fait ses débuts sur scène à Turin. À la suite du Cantagiro de 1963, Gino Paoli persuade Dalla de commencer une carrière solo, certain qu'il deviendra le premier chanteur soul italien.

### Carrière solo
Lucio Dalla sort son premier 45 tours en 1964, Lei et Ma questa sera, puis il crée le groupe Idoli avec lequel il fera son premier album 1999 en 1966. En 1971, il participe au festival de Sanremo et présente la chanson 4 marzo 1943 (objet d'une reprise en français par Dalida : Jésus Bambino). En 1973 Dalla met fin à sa collaboration pour l'écriture des textes avec Sergio Bardotti et Gianfranco Baldazzi, et décide de travailler avec Roberto Roversi, un poète de Bologne (cette collaboration durera pendant quatre ans).
Après de violents désaccords avec Roversi, Dalla décide de travailler seul : il sera désormais l'auteur compositeur de ses chansons. En 1979, avec son album Lucio Dalla qui se vend à plus d'un million d'exemplaires, Dalla devient un chanteur très populaire. Sa tournée Banana Republic avec Francesco De Gregori fait salle comble. Il écrit la chanson Caruso en hommage au ténor Enrico Caruso, qui sera un immense succès et se vendra à plus de neuf millions d'exemplaires.
Début 1982, il tente de se lancer dans une carrière française et participe à l'émission de Champs Elysées de Michel Drucker où il interprète Cosa sarà. Mais il ne sera connu dans l'Hexagone que par un cercle d'initiés.
Il compose aussi des musiques de films pour Mario Monicelli, Carlo Verdone et Michele Placido entre autres. Dalla crée aussi plusieurs émissions pour la télévision : Taxi pour Rai 3 ; La bella e la besthia (avec Sabrina Ferilli) pour Rai 1 en 2002. En raison de ses mérites, le 9 juillet 1999 l'université de Bologne lui confère le titre de docteur honoris causa dans les disciplines des « Arts, musique et spectacle ».

## Mort
Le 18 février 2012, Lucio Dalla chante pour la dernière fois en Italie avec Pierdavide Carone, où il dirige l'orchestre du Festival de Sanremo 2012. Il débute ensuite une tournée en Suisse, où il se produit à Lucerne le 27 février, à Zurich le 28, et le 29 à l'Auditorium Stravinski à Montreux. Le 1er mars 2012, il meurt d'une crise cardiaque dans sa chambre d'hôtel au Royal Plaza à Montreux. Le matin, le chanteur s'est réveillé en forme et il a pris son petit-déjeuner avec son équipe, puis il est remonté dans sa chambre. Vers 11h00, c'est son compagnon et collaborateur Marco Alemanno qui le découvre inanimé. Sa mort est estimée vers 10h30. Le corps est ensuite transporté à la Chapelle Saint-Roch à Lausanne. Le lendemain un corbillard aux plaques italiennes se rend à la chapelle pour le transporter dans sa ville natale de Bologne. Un représentant du consulat italien est présent à la chapelle. Le lendemain de sa mort, il devait donner un concert à Bâle, puis à Berne, Genève, Lugano. Après sa tournée en Suisse, les dates suivantes étaient prévues à Paris, Dusseldorf, Hambourg, Brême, Francfort-sur-le-Main, Luxembourg, Stuttgart, Monaco, pour finir à Berlin. La tournée fait suite à la récente publication de Questo è Amore, et à la production et création de Nanì et autres histoires..., le nouvel album de Pierdavide Carone,,,. Le 4 mars, ont lieu ses funérailles dans la Basilique San Petronio à Bologne, en présence notamment d'Eros Ramazzotti, Jovanotti, Gianni Morandi ou Ligabue. 30 000 personnes lui rendent hommage sur la Piazza Maggiore, et avant la cérémonie, quelque 50 000 personnes s'étaient inclinées devant la dépouille du chanteur dans la chapelle ardente où elle avait été déposée vendredi à Bologne.

### Style de Lucio Dalla
Son style est influencé par des paroliers comme Fabrizio De André, Francesco De Gregori et Roberto Vecchioni. Ses chansons intimistes évoquent sa fascination pour la mer (dans Com'è profondo il mare et Nun parlà).

## Discographie Album
- 1999 (1966)
- Terra di Gaibola (1970)
- Storie di casa mia (1971)
- Il Giorno aveva cinque teste (1973)
- Anidride solforosa (1975)
- Automobili (1976)
- Come è profondo il mare (1977)
- Banana Republic (1979) avec Francesco De Gregori
- Lucio Dalla (1978)
- Dalla (1980)
- 1983 (1983)
- Viaggi organizzati (1984)
- Bugie (1985)
- DallAmeriCaruso (1986)
- Dalla/Morandi / In Europa (1988)
- Cambio (1990)
- Amen (1992)
- Henna (1993)
- Canzoni (1996)
- The Collection (1999)
- Ciao (1999)
- Live @ RTSI (2000) (enregistrement de 1978)
- Luna Matana (2001)
- Caro amico ti scrivo (2002)
- Lucio (2003)
- 12.000 lune (2006)
- Il contrario di me (2007)
- La neve con la Luna (2008)
- Angoli nel cielo (2009)
- Work in Progress (2010) avec Francesco De Gregori
- Questo è amore (2011)
- Pinocchio (bande originale de film)

### Duos
- Avec Ana Belén : Canción (cover di Canzone) - Respondeme
- Avec Fabio Concato : 051-222525 (live)
- Avec Francesco De Gregori: quelques chansons de l'album Banana Republic (Banana Republic - Un gelato al limon - 4/3/1943 - Quattro cani - Addio a Napoli - Ma come fanno i marinai) - 45 tours avec Ma come fanno i marinai e Cosa sarà
- Avec Renzo Zenobi (it) : Telefono elettronico
- Avec Gianni Morandi : Dimmi dimmi - Vita
- Avec Gianni Morandi et Francesco Guccini : Emilia
- Avec Gigi D'Alessio : Medley live TV 2002
- Avec Julio Iglesias : Caruso (en 1994, sur l'album Crazy)
- Avec Luciano Pavarotti : Caruso
- Avec Mina : Amore disperato
- Avec Renato Zero : La sera dei miracoli (live)
- Avec Ron et Francesco De Gregori : Una città per cantare
- Avec Rita Pavone : Pirupirupirulì (tiré de la bande originale du film Little Rita nel west 1967)
- Avec Tosca : Rispondimi
- Avec Nino d'Angelo : senza giacca e cravatta
- Avec Pierdavide Carone : Nanì à Sanremo 2012

### Autres
La chanson Tutta la vita, présente sur l'album Viaggi organizzati (1984), a été reprise en 1988 par Olivia Newton-John dans son album The Rumour.

## Décorations
- 2003 : Grand-officier (commandeur, 1986[12]) de l'Ordre du Mérite de la République italienne[13].